# Zaregoto Series
Zaregoto Series (戯言シリーズ, Zaregoto Shiriizu) é uma série de novels ilustrada por Take e escrita por Nishio Ishin, sendo a primeira de suas séries e seu primeiro trabalho como um escritor profissional, sendo publicada de 5 de fevereiro de 2002 a 7 de novembro de 2005 pela Kodansha Novels. A primeira novel de Zaregoto, Kubikiri Cycle: Aoiro Savant to Zaregoto Dzukai (首切りサイクル: 青色サヴァンと戯言使い) foi a primeira obra do seu autor e vencedora do 23º Prêmio Mephisto em 2002, a série ficou em primeiro lugar no Kono Light Novel ga Sugoi! de 2006.
A série possui duas séries de spin-offs também publicados pela Kodansha Novels chamadas Ningen Series (人間シリーズ, Ningen Shiriizu), a qual foca na história do clã Zerozaki, que tem sua primeira aparição no segundo volume da série de Zaregoto, com o personagem Zerozaki Hitoshiki, um serial killer que está causando imenso terror em Quioto, e que possui uma versão mangá; juntamente com Saikyou Series (最強シリーズ, Saikyou Shiriizu), que tem como foco Aikawa Jun, maior contratante do mundo e que aparece na série desde o primeiro volume, dividindo aparições como uma personagem coadjuvante em momentos e quase uma "convidada especial" em outros.
Os estúdios de animação Shaft anunciaram em 5 de maio de 2016 que a primeira novel da série seria adaptada para uma série de anime em OVA composta por 8 episódios lançados mensalmente de 26 de outubro de 2016 a 24 de maio de 2017.

## Enredo
僕 (Boku, Eu)(Como o protagonista se refere a si mesmo durante toda a história), conhecido também como Ii-chan pelos seus amigos, é um jovem de 19 anos que não se vê como alguém incrível e ao mesmo tempo se vê cercado de pessoas que são. Ele possui uma forte tendência misteriosa de por algum modo acabar se envolvendo em mistérios e incidentes e conhecer pessoas estranhas e únicas. Ele está na maior parte do tempo com (Ou pensando em) sua melhor amiga e amiga de infância, Kunagisa Tomo, um gênio da engenharia mecânica que revolucionou todo o mundo da computação quando estava ainda no meio da sua adolescência. À medida em que a história progride, Ii-chan (Como é chamado por Kunagisa e por mais várias pessoas ao longo da história) acaba conhecendo novas pessoas e sendo arrastado para o meio de eventos incríveis devido a estes encontros, sendo também arrastado por Aikawa Jun, a maior contratante do mundo para o meio dos seus trabalhos. No final, as coisas nunca terminam bem para ele, que vê a si mesmo com uma visão pessimista e negativa como "apenas um estudante universitário de dezenove anos de alguma forma conversativo e com fortes tendências a desilusão".

## Desenvolvimento
Kubikiri Cycle passou por vários números de rascunhos; inicialmente, Kunagisa Tomo era para ser a protagonista da história, no entanto, durante a reescrita, Nishio Ishin percebeu que "Ii-chan" havia se tornado mais importante. Após terminar a novel, Nishio procedeu para escrever Kubishime Romanticist em apenas três dias. Com Kubitsuri High School, Nishio começou a conscientemente mover a história para longe da estrutura tradicional de novels de mistério. Deste modo, após o segundo volume, a história acaba apresentando mais traços de ação e violência.

## Lista de Volumes
| # | Data de Publicação     | Nome                                                                                                 | ISBN                                              |
| - | ---------------------- | --- | ------------------------------------------------- |
| 1 | 5 de fevereiro de 2002 | Kubikiri Cycle: Aoiro Savant to Zaregoto Dzukai (クビキリサイクル 青色サヴァンと戯言遣い)            | ISBN 4-06-182233-0 ISBN 978-4-06-275430-9 (Bunko) |
| 2 | 8 de maio de 2002      | Kubishime Romanticist: Ningen Shikkaku, Zerozaki Hitoshiki (クビシメロマンチスト―人間失格・零崎人識) | ISBN 4-06-182250-0 ISBN 978-4-06-276077-5 (Bunko) |
| 3 | 5 de agosto de 2002    | Kubitsuri High School: Zaregoto Dzukai no Deshi (クビツリハイスクール―戯言遣いの弟子)                | ISBN 4-06-182267-5 ISBN 978-4-06-276133-8 (Bunko) |
| 4 | 5 de novembro de 2002  | Psycho Logical (Jō) Utsurigi Gaisuke no Zaregoto Koroshi (サイコロジカル〈上〉兎吊木垓輔の戯言殺し)  | ISBN 4-06-182283-7 ISBN 978-4-06-276179-6 (Bunko) |
| 5 | 5 de novembro de 2002  | Psycho Logical (Ge) Hikaremono no Kōta (サイコロジカル〈下〉曳かれ者の小唄)                          | ISBN 4-06-182284-5 ISBN 978-4-06-276212-0 (Bunko) |
| 6 | 5 de julho de 2003     | Hitokui Magical Satsuriku Kijutsu no Niōnomiya Kyōdai (ヒトクイマジカル-殺戮奇術の匂宮兄妹)          | ISBN 4-06-182393-0 ISBN 978-4-06-276226-7 (Bunko) |
| 7 | 8 de fevereiro de 2005 | Nekosogi Radical (Jō) Jūsan Kaidan (ネコソギラジカル〈上〉十三階段)                                  | ISBN 4-06-182323-X ISBN 978-4-06-276283-0 (Bunko) |
| 8 | 7 de junho de 2005     | Nekosogi Radical (Chū) Akaki Seisai vs. Tōnaru Shu (ネコソギラジカル〈中〉赤き征裁vs.橙なる種)       | ISBN 4-06-182399-X ISBN 978-4-06-276337-0 (Bunko) |
| 9 | 8 de novembro de 2005  | Nekosogi Radical (Ge) Aoiro Savant to Zaregoto Dzukai (ネコソギラジカル〈下〉青色サヴァンと戯言遣い) | ISBN 4-06-182400-7 ISBN 978-4-06-276389-9 (Bunko) |

## Recepção
A série foi escolhida três vezes como uma das dez melhores novels do ano pelo Kono Light Novel ga Sugoi!, em 2005 ranqueou em segundo lugar, em 2006 ficou no topo da lista e em 2007 ranqueou em terceiro.
A série foi um best-seller, e aumentou em popularidade quanto mais seguia. Enquanto o primeiro volume debutou em oitavo lugar em vendas, o volume final conquistou o primeiro lugar e remanesceu no mesmo por três semanas.
Zaregoto foi uma série de enorme influência e que trouxe ao seu autor grande reconhecimento e fama em meio ao público jovem devido aos temas, atmosfera e o protagonista da série entregues pela incrível escrita revolucionária de Nishio Ishin e a arte também revolucionária e chamativa de Take. Mesmo hoje a série se mostra uma parte importante da cultura jovem e serve de inspiração para vários novos autores, assim como as outras obras do autor, o que fizeram do anime um atual sucesso mesmo sendo de um formato OVA.